# Internationale Filmfestspiele von Cannes 1994
Die 47. Internationalen Filmfestspiele von Cannes 1994 fanden vom 12. Mai bis zum 23. Mai 1994 statt.

## Wettbewerb
Im Wettbewerb des diesjährigen Festivals wurden folgende Filme gezeigt:
| Filmtitel                              | Regisseur             | Produktionsland                              | Darsteller (Auswahl)                                    |
| Barnabo delle montagne                 | Mario Brenta          | Italien, Frankreich, Schweiz                 |                                                         |
| Die Bartholomäusnacht                  | Patrice Chéreau       | Frankreich, Italien, Deutschland             | Isabelle Adjani, Daniel Auteuil, Jean-Hugues Anglade    |
| Le Buttane                             | Aurelio Grimaldi      | Italien                                      | Ida Di Benedetto                                        |
| Drei Farben: Rot                       | Krzysztof Kieślowski  | Polen, Frankreich, Schweiz                   | Irène Jacob, Jean-Louis Trintignant                     |
| Duli shidai                            | Edward Yang           | Taiwan                                       |                                                         |
| Exotica                                | Atom Egoyan           | Kanada                                       | Mia Kirshner, Elias Koteas, Bruce Greenwood             |
| Grosse fatigue                         | Michel Blanc          | Frankreich                                   | Michel Blanc, Carole Bouquet, Philippe Noiret           |
| Hudsucker – Der große Sprung           | Joel Coen             | Großbritannien, Deutschland, USA             | Tim Robbins, Jennifer Jason Leigh, Paul Newman          |
| Die Königin der Nacht                  | Arturo Ripstein       | Mexiko, Frankreich, USA                      |                                                         |
| Leben!                                 | Zhang Yimou           | VR China, Hongkong                           | Ge You, Gong Li                                         |
| Liebes Tagebuch …                      | Nanni Moretti         | Italien, Frankreich                          | Nanni Moretti                                           |
| Mrs. Parker und ihr lasterhafter Kreis | Alan Rudolph          | USA                                          | Jennifer Jason Leigh, Campbell Scott, Matthew Broderick |
| Staatsauftrag: Mord                    | Éric Rochant          | Frankreich                                   | Yvan Attal                                              |
| Pulp Fiction*                          | Quentin Tarantino     | USA                                          | John Travolta, Samuel L. Jackson, Uma Thurman           |
| Quer durch den Olivenhain              | Abbas Kiarostami      | Iran, Frankreich                             |                                                         |
| Eine reine Formalität                  | Giuseppe Tornatore    | Italien, Frankreich                          | Gérard Depardieu, Roman Polański                        |
| Das Reisfeld                           | Rithy Panh            | Kambodscha, Frankreich, Schweiz, Deutschland |                                                         |
| Rjaba, mein Hühnchen                   | Andrei Kontschalowski | Russland, Frankreich                         |                                                         |
| Schrei in die Vergangenheit            | Mike Figgis           | Großbritannien                               | Albert Finney, Greta Scacchi, Matthew Modine            |
| Die Sonne, die uns täuscht             | Nikita Michalkow      | Russland, Frankreich                         | Oleg Menschikow, Nikita Michalkow, Ingeborga Dapkūnaitė |
| Swaham                                 | Shajji N. Karun       | Indien                                       |                                                         |
| Ein unvergeßlicher Sommer              | Lucian Pintilie       | Rumänien, Frankreich                         | Kristin Scott Thomas                                    |
| Der Violinist                          | Charles Van Damme     | Frankreich, Deutschland, Belgien             | François Berléand                                       |

* = Goldene Palme

## Internationale Jury
In diesem Jahr war Clint Eastwood der Jurypräsident. Er stand einer Jury mit folgenden Mitgliedern vor: Catherine Deneuve, Pupi Avati, Guillermo Cabrera Infante, Kazuo Ishiguro, Alexander Kajdanowski, Marie-Françoise Leclère, Sang-ok Shin, Lalo Schifrin und Alain Terzian.

## Preisträger
- Goldene Palme: Pulp Fiction
- Großer Preis der Jury: Leben! und Die Sonne, die uns täuscht
- Sonderpreis der Jury: Die Bartholomäusnacht
- Bester Schauspieler: Ge You in Leben!
- Beste Schauspielerin: Virna Lisi in Die Bartholomäusnacht
- Bester Regisseur: Nanni Moretti für Liebes Tagebuch …
- Bestes Drehbuch: Michel Blanc für Grosse fatigue
- Caméra d’Or: Pascale Ferran für Die Sandburg (Petits arrangements avec les morts)
- Technikpreis: Pitof für die Special effects in Grosse fatigue

## Weitere Preise
- FIPRESCI-Preis: Exotica
- Preis der Ökumenischen Jury: Leben! und Die Sonne, die uns täuscht